# Sandstorpskärrets naturreservat
Sandstorpskärrets naturreservat är ett naturreservat i Ydre kommun i Östergötlands län.
Området är naturskyddat sedan 2024 och är 29 hektar stort. Reservatet ligger söder öster om Österbymo och består av Stångåns källa med våtmarker och tallar. 